# هارالد هاغن
هارالد هاغن (بالنرويجية البوكمول: Harald Hagen)‏ هو متسابق يخت نرويجي، ولد في 15 مارس 1902 في أوسلو في النرويج، وتوفي في 24 مايو 1970.

## وصلات خارجية
- هارالد هاغن على موقع اللجنة الأولمبية الدولية (الإنجليزية)
- هارالد هاغن على موقع أوليمبيديا (الإنجليزية)